# Dave Alexander
David Michael Alexander (3 de Junho de 1947 - 10 de Fevereiro de 1975) foi um músico norte americano, mais conhecido como baixista da formação original da influente banda de rock The Stooges.

## Biografia
Depois de sua família se mudar de Whitmore Lake para Ann Arbor, Michigan, Alexander frequentou a escola Ann Arbor Pioneer High School, onde conheceu os irmãos Ron e Scott Asheton. Em 1965 vendeu sua moto e viajou para a Inglaterra com seu melhor amigo, Ron Asheton para ver o The Who e tentar encontrar os Beatles.
Ao voltar da viagem, em pouco tempo Alexander e os irmãos Asheton conheceram Iggy Pop e em 1967 formaram o The Stooges. Apesar de ser totalmente inexperiente com seu instrumento, Alexander aprendeu rapidamente a tocar baixo, e subsequentemente ajudou nos arranjos e composição de várias músicas dos dois primeiros álbuns da banda.
Foi demitido da banda em agosto de 1970 após a apresentação no Goose Lake International Music Festival por estar bêbado demais para conseguir tocar.
Em 1975 morreu de edema pulmonar aos 27 anos em Ann Arbor, após ser internado com diagnóstico de pancreatite, causada por seu alcoolismo.

## Discografia
- The Stooges (1969)
- Funhouse (1970)